# Mormia halophila
Mormia halophila és una espècie d'insecte dípter pertanyent a la família dels psicòdids que es troba a Europa: Àustria.